# Grayan-et-l’Hôpital
Grayan-et-l’Hôpital település Franciaországban, Gironde megyében. Lakosainak száma 1545 fő (2022. január 1.). Grayan-et-l’Hôpital Soulac-sur-Mer, Vensac, Saint-Vivien-de-Médoc és Talais községekkel határos.

## Népesség
A település népességének változása:
| Lakosok száma | 508  | 553  | 617  | 976  | 1289 | 1340 | 1371 | 1486 | 1543 | 1545 |
|               | 1968 | 1982 | 1990 | 2006 | 2013 | 2015 | 2017 | 2019 | 2020 | 2022 |